# Penken
De Penken was een driepersoons-stoeltjeslift gebouwd door Doppelmayr in 1984 voor de Mayrhofner Bergbahnen in de Oostenrijkse deelstaat Tirol. Hij is in 2010 gesloten om plaats te maken voor de nieuwe Kombibahn Penken. In 2011 is hij gesloopt.

## Oude lift
In 1953 werd de Penkenbahn geopend, na een aantal jaar werd in 1958 de Penkenlift gebouwd. De eerste versie was een eenpersoons-stoeltjeslift, die precies op dezelfde plek liep. Het enige was dat de lift verderop begon, zo'n 50 meter verder dan het tegenwoordige dalstation. De lift toentertijd was 905 meter lang.
De oude lift werd gebouwd door het bedrijf van Felix Wopfner.

## Nieuwe lift
In 1984 werd de nieuwe driepersoons-stoeltjeslift geopend. Deze lift is een stukje langer dan de oude lift: 941 meter lang. De lift kreeg ook meer ondersteuningen: 14 palen. De nieuwe lift werd gebouwd door Doppelmayr. De grote voordelen van de nieuwe lift zijn de hogere capaciteit tegenover de andere baan, 1970 personen per uur, en dat de baan sneller gaat.

## Tweede verbinding
In 1971 werd er een tweede lift naar de Penken gebouwd. In 1997 is deze lift vernieuwd en staat hij beter bekend onder de naam: Penken-Express. In 2010 is de 3SB Penken vervangen door een nieuwe combibaan van de firma Doppelmayr. De nieuwe lift zal cabines krijgen waarin ieder 10 personen kunnen plaatsnemen. Er zitten ook stoeltjes op de lift, hierin kunnen 8 personen plaatsnemen.